# Brémští muzikanti

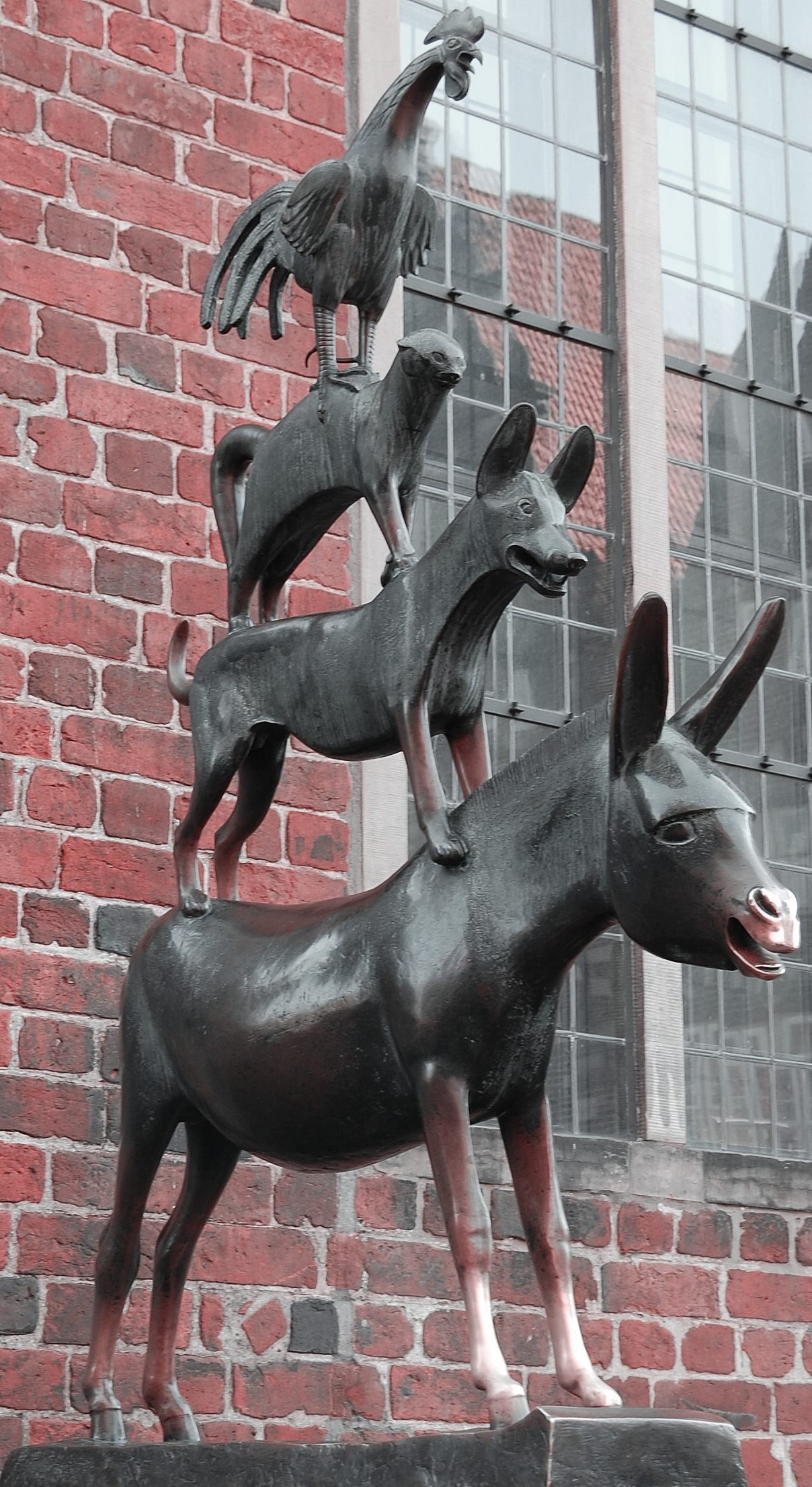
Socha Brémských muzikantů od Gerharda Marckse v Brémách

Brémští muzikanti, německy Die Bremer Stadtmusikanten, jsou jednou z německých lidových pohádek bratří Grimmů.

## Děj pohádky
V pohádce se postupně sejdou čtyři přestárlá zvířátka, jichž se chtěli jejich majitelé zbavit, protože už jim nemohla sloužit. Zvířátka se se svým osudem nechtěla smířit, a tak od svých pánů utekla. Nejprve utekl osel a rozhodl se, že půjde do města Brémy a stane se muzikantem. Cestou potkal naříkajícího psa, který měl podobný osud, a tak se vydali do Brém spolu. Cestou ještě přibrali kočku a kohouta. Když padla noc, zvířátka se uložila v lese pod jedním stromem, jen kohout si vylezl na špičku. Odtud zahlédl světýlko a protože byla zvířátka vyhladovělá, vydala se k onomu domu. Když k němu dorazila, okna byla vysoko, a tak se zvířátka postavila jeden na druhého – oslík, na něj pes, na psa kočka a na vrchol zvířecí pyramidy kohout, aby se podívala dovnitř. V domě byla banda loupežníků a pořádali velkou hostinu. Zvířátka se rozhodla loupežníkům zazpívat, aby si vysloužila také něco z hostiny, a tak se dala do „hraní“, neboli velkého rámusu, jak každý uměl. Osel hýkal, pes vyl, kočka mňoukala a kohout kokrhal. Loupežníci se vyděsili a prchli do lesa. Zvířátka se tak najedla a uložila se v domě ke spánku: kočka na horký popel do krbu, pes ke dveřím, osel na smetiště a kohout na střechu. Loupežníkům to ale nedalo, a když byl klid, vyslali jednoho na průzkum. Ten vešel do setmělého domu a vydal se ke krbu, aby si zapálil oheň. Jenže ve tmě spatřil svítící oči kočky, která se na něj vrhla a podrápala ho. Vyděšený loupežník se dal na ústup a u dveří zakopl o psa, který se mu zakousl do nohy. Jak zmateně vybíhal ven, narazil na osla, a ten ho nakopl. Loupežník se s obrovským řevem vrátil ke svým druhům do lesa, kde jim vylíčil, že ho napadla strašná čarodějnice s obrovskými drápy, nožem (kousnutí od psa) a pak ho ještě praštila kyjem (oslí kopanec). Loupežník totiž ve tmě nic neviděl. Loupežníci se už do domu nevrátili a zvířátka tam žila spokojeně až do smrti. Do města Brémy se už nevydala.

## Vyobrazení
Scéna, kdy zvířátka vytvoří pyramidu, aby se podívala do okna, se později stala námětem řady ilustrací a také bronzové sochy, kterou mají zvířátka v Brémách. Podobná socha je na počest partnerství obou měst také v Rize.